# Liste der denkmalgeschützten Objekte in Mnichov u Poběžovic
Grundlage dieser Liste der denkmalgeschützten Objekte in Mnichov u Poběžovic ist die ÚSKP-Liste (Ústřední seznam kulturních památek České republiky, deutsch Zentrale Liste der Kulturdenkmäler der Tschechischen Republik), die von der tschechischen Denkmalschutzbehörde NPÚ (Národní památkový ústav, deutsch Nationale Denkmalbehörde) seit 1987 geführt wird und an die seit dem Jahr 1850 geschaffenen Listen anschließt.

## Denkmalgeschützte Objekte nach Ortsteilen

### Mnichov u Poběžovic
| Lage                                                           | Objekt                                     | Beschreibung | ÚSKP-Nr.                  | Bild           |
| -------------------------------------------------------------- | ------------------------------------------ | ------------ | ------------------------- | -------------- |
| An der Landstraße von Mnichov nach Pivoň, Ortsmitte (Standort) | Nepomuksäule                               |              | 17874/4-2148 Info Katalog | weitere Bilder |
| An der Landstraße von Mnichov nach Pivoň, Ortsmitte (Standort) | Kapelle der Allerheiligsten Dreifaltigkeit |              | 36933/4-2147 Info Katalog | weitere Bilder |

### Pivoň
| Lage                                                   | Objekt                      | Beschreibung | ÚSKP-Nr.                  | Bild           |
| ------------------------------------------------------ | --------------------------- | ------------ | ------------------------- | -------------- |
| Pivoň, am Friedhofstor, nördlicher Ortsrand (Standort) | Säule des heiligen Cyriakus |              | 29048/4-2150 Info Katalog | weitere Bilder |
| Pivoň, am Friedhofstor, nördlicher Ortsrand (Standort) | Säule des heiligen Nepomuk  |              | 29048/4-2150 Info Katalog | weitere Bilder |
| Pivoň, nördlicher Ortsrand (Standort)                  | Marienkirche Pivoň          |              | 20767/4-2149 Info Katalog | weitere Bilder |
| Pivoň, nördlicher Ortsrand (Standort)                  | Augustinerkloster Pivoň     |              | 20767/4-2149 Info Katalog | weitere Bilder |

### Vranov u Mnichova
| Lage                                                | Objekt              | Beschreibung | ÚSKP-Nr.                  | Bild           |
| --------------------------------------------------- | ------------------- | ------------ | ------------------------- | -------------- |
| 3 Kilometer südöstlich vom Kloster Pivoň (Standort) | Burg Starý Herštejn | Ruine        | 24139/4-2151 Info Katalog | weitere Bilder |